# Erik Björnsson
Erik Björnsson también Erik II Björnsson (790 - 815) fue un caudillo vikingo, rey de Suecia de la dinastía casa de Munsö, que reinó a principios del siglo IX. La saga Hervarar, una de las fuentes contemporáneas que menciona a los reyes suecos, cita:

Los hijos de Björn Ragnarsson fueron Erik y Refil. El último un príncipe guerrero y rey del mar. El rey Erik gobernó el reino de Suecia después de su padre, pero vivió poco tiempo. Entonces Erik Refilsson, hijo de Refil, heredó el reino. Fue un gran guerrero y un rey muy poderoso. Los hijos de Eric Björnsson fueron Anund Uppsale y Björn. Entonces el reino sueco volvió a estar dividido entre dos hermanos. Ellos heredaron el reino a la muerte de Erik Refilsson. El rey Björn construyó una casa llamada 'Montículo', y se hizo llamar «Björn en el Montículo». El escaldo Bragi Boddason estuvo con él. El rey Anund tuvo un hijo llamado Erik Anundsson, y sucedió a su padre en el trono de Upsala. Fue un rey poderoso. En sus días Harald Cabellos Hermosos se erigió rey en Noruega. Fue el primero en unir todo el país bajo su poder.